# 구기터널
구기터널(舊基터널)은 북한산을 관통하여 서울특별시 은평구 불광동과 서울특별시 종로구 구기동을 잇는 터널로, 진흥로의 일부이다. 북한산에서 이 터널을 관통하여 걷는 사람이 많아 안전 펜스를 설치하였다.

## 전해오는 이야기
구기터널은 종로구 구기동에서 은평구 불광동까지 이어지는 자하문길의 일부를 이루는 도로시설물로서 1980년 12월 29일 준공된 쌍굴형태의 터널이다. 구기터널이 생기면서 평창동에서 불광동을 가려면 세검정길이 아니면 통일로와 진흥로를 거쳐야 했던 길이었다.

## 건설 정보
1980년 12월 29일: 불광동 - 구기동 구간 준공.
1. 총 연장: 610 m
2. 총 폭 (상/하행 동일): 18.4 m
3. 유효 폭 (상/하행 동일): 16.4 m
4. 높이 (상/하행 동일): 9.6m[2]

- 2014년 완료 예정인 88km 자전거 전용 순환도로망 사업의 일환으로 터널 내 보도에 자전거 보행자겸용도로를 설치할 예정.

## 주변 정보
- 불광역
- 상명대학교 서울캠퍼스
- 서울예술고등학교
- 독바위 공원

## 같이 보기
- 종로구
- 자하문터널
- 북악터널